# Kolbenrückziehfeder

Fiktives Bauteil Kolbenrückziehfeder.
1. Zündstoffzuleitung
2. Abgasableitung
3. Implosionskammer
4. Kolben
5. Hubkammer
6. Kolbenrückstellfeder
7. Ritzelstange
8. Axialritzelrad

Die Kolbenrückziehfeder (seltener: Kolbenrückholfeder oder Kolbenrückzugsfeder) ist ein fiktives Bauteil an Verteilereinspritzpumpen.

## Fiktives Bauteil
Als fiktives Bauteil an Verbrennungsmotoren gilt die Kolbenrückziehfeder, eine angeblich in Zylindern verbaute Feder, die entgegen der Kolbenkraftrichtung wirkt und so den Kolben im drucklosen Zustand wieder in den oberen Totpunkt stellen soll. In Verbindung mit Kolbenmotoren ist sie ein nicht existierendes Bauteil, da hier der Kolben durch die Trägheit der Schwungmasse zurückfährt.
Der Ausdruck hat sich durchgesetzt. 
Die Kolbenrückziehfeder ist im Rahmen eines Initiationsritus während der Ausbildung zum Kfz-Mechatroniker weit verbreitet. Der Auszubildende wird in die Materialausgabe geschickt und soll dieses imaginäre Bauteil besorgen. Von dort wird er dann meist mit einem besonders schweren Bauteil zurückgeschickt, das auch nicht das ist, was gewünscht wurde, so dass er es zurückbringen muss. Dies setzt sich so lange fort, bis er begreift, dass man ihn gerade zum Narren hält.

## Gummibänder der Hildebrand und Wolfmüller
Obwohl Hubkolbenmotoren prinzipiell keine Kolbenrückziehfeder benötigen und es auch kein diesbezügliches Bauteil gibt, hatten die an den Pleuelstangen angelenkten Gummibänder am ersten Serienmotorrad der Welt, der Hildebrand und Wolfmüller, diese Funktion. Die zwei Kolben liegen parallel unter dem Trittbrett, an beiden Außenseiten existiert jeweils ein einstellbarer Gummiriemen, dessen Spannung während der Fahrt durch eine Kurbel seitlich am Fahrzeug verstellt werden kann. Dadurch wurde der Rücklauf des Kolbens unterstützt, die Gummiriemen fungierten in diesem Fall als „Kolbenrückholfeder“.

## Sachs Stoßdämpfer
In Sachs Stoßdämpfern ist am oberen Ende des Standrohres eine Feder verbaut, die verhindert, dass das Tauchrohr bei sehr starker Ausfederung oben am Standrohr anschlägt. Dies könnte problematisch sein, da die Stoßdämpfergehäuse von Sachs aus Aluminium, anstatt wie bei anderen Herstellern aus Stahl, bestehen. Diese Feder erschwert den Einbau, da sie das Tauchrohr zurückdrückt und so verhindert, dass es für den Einbau komplett ausgezogen werden kann. Somit erfüllt sie die Funktion einer Kolbenrückziehfeder.